# Bezenye
Bezenye (hrvaško Bizonja, gradiščansko Bizunja, nemško Pallersdorf) je vas na Madžarskem, ki upravno spada pod podregijo Mosonmagyaróvári Županije Győr-Moson-Sopron. Tukaj se je rodil Matijaš Laáb pisatelj in prevajalec gradiščanščine.